# Eparchie voroněžská
Eparchie voroněžská je eparchie ruské pravoslavné církve nacházející se v Rusku.

## Území a titul biskupa
Zahrnuje správní hranice území městských okruhů Voroněž a Novovoroněž, také Verchněchavského, Kaširského, Liskijského, Nižněděvického, Novousmanského, Ramonského, Semilukského a Chocholského rajónu Voroněžské oblasti.
Eparchiálnímu biskupovi náleží titul biskup voroněžský a liskijský.

## Historie
Před vytvořením eparchie bylo její území součástí rjazaňské a krutické eparchie.
Velký moskevský sobor (1666-1667) rozhodl o povýšení Rjazaně na metropoli a vytvořit v ní tambovskou a voroněžskou eparchii. Toto rozhodnutí podpořil i Moskevský sobor (1681-1682). Eparchie byla zřízena 27. listopadu 1681.
Povodně zahrnovala území města Voroněž, Jelec, Kostensk, Orlov (dříve území rjazaňské eparchie), Uryv, Korotojak a Zemljansk (dříve území bělgorodské eparchie).
Po dobytí Azova roku 1696 se hranice eparchie rozšířily až k Azovskému moři.
Roku 1700 vznikla azovská eparchie  a tím voroněžská eparchie ztratila část území. Tato nová eparchie zanikla o čtyři roky později.
V letech 1712-1714 se locum tenens patriarchálního trůnu metropolita rjazaňský Stefan (Javorskij) neúspěšně pokusil zrušit voroněžskou eparchii a vrátit území rjazaňskému stolci. Navzdory tomu se oblast voroněžské eparchie ještě více rozšířila - v letech 1718-1720 do ní byly převedeny pozemky z patriarchální oblasti podél řek Don a Chopjor a roku 1720 další území rjazaňské eparchie.
Roku 1749 získala eparchie část území tambovské eparchie ale roku 1758 bylo toto území zpátky včleněno k tambovskému stolci.
V roce 1765 se eparchie znovu zvětšila o části území krutické, kolomenské a rjazaňské eparchie.
Roku 1775 byla část území moskevské eparchie připojena k voroněžské eparchii a Azovské území bylo včleněno do nově vzniklé slavjanské eparchie. Roku 1788 přešla významná část severních a severozápadních území eparchie k sousedním eparchiím. Na konci 18. století voroněžští biskupové  ovládali Oblast vojska donského, část Slobodské Ukrajiny a několik farnosti na území Tambovské, Rjazaňské a Saratovské gubernie.
Roku 1799 byly hranice eparchií srovnány s hranicemi gubernií. Celé území mimo Voroněžské gubernie připadlo jiným eparchiím.
Roku 1829 vznikla z části území eparchie nová eparchie novočerkaská.
Roku 1926 se území tambovské eparchie s městem Borisoglebsk stalo součástí voroněžského stolce. Roku 1934 byla část eparchie přidělena eparchii kurské. Roku 1954 se území nově vzniklé Lipecké oblasti  stalo součástí eparchie. eparchie saratovská a eparchie rostovská získaly území Balašovské a Kamenské oblasti. Toto území roku 1957 připadlo k voroněžské eparchii.
Dne 7. května 2003 vznikla v rámci Lipecké oblasti eparchie lipecká a hranice voroněžské eparchie byly srovnány s Voroněžskou oblastí.
Dne 26. prosince 2013 bylo Svatým synodem rozhodnuto o zřízení z části území voroněžské eparchie nových eparchií borisoglebské a rossošské.
Eparchie je součástí voroněžské metropole.

## Seznam biskupů
- 1682–1703 Mitrofan Voroněžský, svatořečený
- 1704–1712 Arsenij (Kostjurin)
- 1712–1714 Stefan (Javorskij)
- 1714–1723 Pachomij (Išpanovskij)
- 1725–1726 Iosif
- 1727–1730 Lev (Jurlov)
- 1730–1742 Ioakim (Strukov)
- 1742–1743 Veniamin (Sachnovskij)
- 1743–1757 Feofilakt (Gubanov)
- 1758–1761 Kirill (Ljaševeckij)
- 1761–1763 Ioannikij (Pavluckij)
- 1763–1767 Tichon (Sokolov), svatořečený
- 1767–1775 Tichon (Jakubovskij)
- 1775–1788 Tichon (Malinin)
- 1788–1794 Innokentij (Poljanskij)
- 1795–1799 Mefodij (Smirnov)
- 1799–1799 Afanasij (Ivanov)
- 1799–1810 Arsenij (Moskvin)
- 1810–1816 Antonij (Sokolov)
- 1816–1825 Epifanij (Kaniveckij)
- 1826–1846 Antonij (Smirnickij), svatořečený
- 1847–1850 Ignatij (Semjonov)
- 1850–1853 Parfenij (Čertkov)
- 1853–1864 Iosif (Bogoslovskij)
- 1865–1886 Serafim (Aretinskij)
- 1886–1890 Veniamin (Smirnov)
- 1890–1913 Anastasij (Dobradin)
- 1913–1920 Tichon (Nikanorov), svatořečený mučedník
- 1920–1922 Tichon (Vasilevskij)
- 1923–1926 Vladimir (Šimkovič), svatořečený mučedník
- 1926–1926 Petr (Zverev), svatořečený mučedník
- 1927–1927 Alexij (Buj), dočasný administrátor
- 1927–1927 Nafanail (Troickij), dočasný administrátor
- 1929–1935 Zacharija (Lobov), svatořečený mučedník
- 1935–1936 Alexandr (Toropov), dočasný administrátor
- 1935–1936 Petr (Sokolov)
- 1936–1937 Serafim (Protopopov)
- 1937–1937 Apollos (Ržanicyn)
- 1937–1943 Sergij (Stragorodskij)
- 1943–1944 Pitirim (Sviridov)
- 1944–1945 Iona (Orlov)
- 1945–1945 Pitirim (Sviridov)
- 1945–1961 Iosif (Orechov)
- 1961–1963 Sergij (Petrov)
- 1963–1964 Nikon (Lysenko)
- 1964–1965 Vladimir (Kotljarov)
- 1965–1968 Palladij (Kaminskij)
- 1968–1968 Serafim (Nikitin), dočasný administrátor
- 1968–1972 Michail (Čub)
- 1972–1975 Platon (Lobankov)
- 1975–1982 Juvenalij (Tarasov)
- 1982–2003 Mefodij (Němcov)
- 2003–2024 Sergij (Fomin)
- od 2024 Leontij (Kozlov)

### Vikární biskupové
- 1921 Serafim (Soboljev)